# 雅各·史提芬·瓦爾納
雅各·史提芬·瓦爾納（英語：Jake Varner，1986年3月24日—），美國男子摔跤选手，在2012年夏季奧林匹克運動會摔跤比賽－男子自由式96公斤級上获得金牌。